# Koivusuo
Koivusuo är en sumpmark i Finland. Den ligger i Ilomants i landskapet Norra Karelen, i den östra delen av landet, 400 km nordost om huvudstaden Helsingfors.